# Mästerdetektiven Blomkvist lever farligt
Mästerdetektiven Blomkvist lever farligt är en roman av Astrid Lindgren. 
Boken publicerades 1951 och är den andra boken i serien om Kalle Blomkvist.
I boken dyker rövarspråket upp för första gången. I språket dubblerar man alla konsonanter och sätter ett "o" emellan. Enligt boken är det Eva-Lottas pappa bagarmästaren som en kväll berättade för henne om hur han och hans kamrater under pojkåren använde rövarspråket.

## Handling
Sedan äventyret med farbror Einar och juveltjuvarna har det gått ett år och det är återigen sommarlov. Det är i slutet av juli och Rosornas krig går vidare. När Kalle, Anders och Eva-Lotta passerar åbron balanserar de på broräcket när de får se gamla gubben Gren strutta förbi. Eva-Lotta berättar att Gren är procentare; att han lånar ut pengar mot orimligt hög ränta, det vill säga ocker.
De fortsätter ut mot Prärien, den stora allmänningen utanför staden, där Sixten, Benka och Jonte hade utmanat den Vita Rosen att göra upp en gång för alla. Vid Prärien ligger det gamla 1700-talshuset Herrgården, förfallet och igenlåst, som Röda Rosen just gjort till sitt högkvarter. Striden inne i huset slutar med att Kalle och Eva-Lotta blir inlåsta medan Anders fängslad förs bort.
Röda Rosen för bort Anders till Jontes rum, ett vindsrum i en fallfärdig stuga i en av Lillköpings fattigare delar, Rackarbacken. I huset mittemot bor gubben Gren. Kalle och Eva-Lotta tänker använda en stege för att ta sig upp på taket för att därifrån kunna se vad Röda Rosen gör med Anders uppe i vindsrummet. När Eva-Lotta klättrar upp ser hon, under rullgardinen i Grens fönster, en besökare till Gren, en man i mörkgröna gabardinbyxor. Eva-Lotta hör hur de gör upp och att mötas "på onsdag på det vanliga stället" och att Gren då ska ta med sig alla besökarens reverser.
Anders lyckas fly ur fångenskapen innan han helt avslöjar var skatten Stormumriken är gömd. Några dagar senare är både Kalle och Anders upptagna så Eva-Lotta får uppdraget att flytta Stormumriken från gömstället på en sten utanför Herrgården till ett nytt ställe. Eva-Lotta ser på avstånd både gubben Gren och mannen med gabardinbyxorna. En stund senare springer Eva-Lotta rakt in i famnen på mannen med gabardinbyxorna. Han är då på väg därifrån och ser både skrämd och arg ut innan han försvinner. Han tappar en papperslapp som Eva-Lotta plockar upp, en revers.
Strax därefter hittar hon gubben Gren död. Förfärad springer hon hem. Polisen spärrar snabbt av brottsplatsen. Eva-Lotta blir förhörd hemma om vad hon gjorde där. Det står snabbt klart att Eva-Lotta verkar ha sett mördaren. Eva-Lotta berättar också om reversen. Polisen inser att mördarens namn finns på den, men Eva-Lotta minns inte vad som hände med lappen. Polisen utökar sökandet på Prärien runt Herrgården, men utan att hitta reversen.
Alla landets tidningar skriver om mordet och den lokala tidningen sätter till och med ut Eva-Lottas namn. Hon hämtar sig dock snabbt och kan frossa i godis och choklad som vänliga människor skickar med posten. Kalle får idén att gömma Stormumriken i fiendens egen lya, inuti en jordglob i Sixtens rum. Anders smyger dit på natten. Sixtens hund Beppo blir jätteglad när Anders gör ett så överraskande besök mitt i natten men Anders tystar honom med sin halva chokladkaka, som han och Kalle fått av Eva-Lotta.
Dagen efter känner sig Anders sjuk och Beppo har försvunnit. Efter flera timmars letande hittar de Beppo inne i vedskjulet, där han ligger sjuk och eländig.
På natten vaknar Kalle och inser att chokladen kan ha varit förgiftad. Tänk om mördaren läst om Eva-Lottas vittnesmål, om hur människor skickat godis till henne och då preparerat en förgiftad chokladkaka som han skickat till Eva-Lotta? Kalle tar fram sin kemilåda och gör det marshska arsenikprovet vilket visar att chokladen verkligen innehöll arsenik. 
Utredningen om mordet står stilla och det blir inte bättre när Kalle och Anders kan berätta för kriminalkommissarien som leder utredningen att någon skickat en förgiftad chokladkaka till Eva-Lotta. Kuvertet som chokladen kom i hade dock Eva-Lotta kastat bort. Det mesta av chokladen blev uppäten, men Kalle kommer på att det kan finnas chokladrester kvar på Stormumriken så konstapel Björk får gå hem till Sixten och hämta den i hans rum. Snabbt skickas Stormumriken iväg på rättskemisk undersökning.
Några dagar senare är Vita Rosen ute på skattjakt. Röda Rosen har gömt en skattkarta någonstans i Herrgården. Medan Kalle och Anders går iväg och nyfiket tittar på mordplatsen stannar Eva-Lotta kvar i huset när hon plötsligt överraskas av en man. Det är mördaren, men han har ändrat sitt utseende så Eva-Lotta känner inte igen honom. När hon berättar att de letar efter ett viktigt papper (skattkartan) blir mördaren rädd och tror att hon letar efter reversen med hans namn på.
Först när Eva-Lotta ser hans hand känner hon igen mördaren; hon minns tatueringen på hans hand. När Kalle och Anders närmar sig huset ger hon dem Vita Rosens varningstecken och sjunger sedan "Mom-ö-ror-dod-a-ror-e-non" till dem. Mördaren har en liten revolver med sig och vill desperat ha tillbaka reversen. Kalle berättar att papperet finns på övervåningen. När mördaren får papperet och kan läsa "Gräv här" kastar sig Kalle och Anders över honom, kastar ut revolvern genom fönstret innan de lyckas låsa in mördaren i det lilla rummet.
Precis när de tre har flytt ut ur huset kastar sig mördaren ut genom fönstret, får tag i revolvern och bestämmer sig för att göra processen kort med de tre ungdomarna. Precis då kommer polisen. Mördaren springer bort till sin bil men upptäcker att någon skurit sönder däcken. Han kastar vapnet i en göl innan han slutligen grips av polisen.
I polisförhören nekar mördaren till allt och hävdar att han bara ville skoja lite med barnen. Som tur är kommer de avgörande bevisen fram: kuverten som innehöll chokladkakan tog frimärkssamlaren Benka hand om. Adressen är skriven med maskin men bokstaven "t" är lite trasig och en sådan skrivmaskin finns hemma hos mördaren. I en klänningsficka hittar Eva-Lotta den försvunna reversen med mördarens namn på och inför den bevisningen erkänner mördaren till slut.

## Filmatiseringar
- 1957: Mästerdetektiven Blomkvist lever farligt
- 1990: Ohrožené prázdniny, tjeckoslovakisk TV-serie i 3 delar, efter Mästerdetektiven Blomkvist lever farligt[1].
- 1996: Kalle Blomkvist – Mästerdetektiven lever farligt